# Andrea Molino (giornalista)
Andrea Molino (Roma, 7 settembre 1964) è un giornalista e conduttore televisivo italiano.
Attualmente è conduttore del "tema del giorno" di Omnibus, alternandosi con Gaia Tortora ed Antonello Piroso. È vice capo redattore politico della redazione del Tg La7.

## Carriera
A Videomusic entra a far parte nel 1991 nella redazione politica del VM Giornale, in seguito ne diventa anche conduttore.
Giornalista professionista dal 1994 avendo iniziato come cronista parlamentare, nel 1996 conduce su Videomusic il programma su giovani e politica "La Prima Volta".
Con l'avvicinamento di Videomusic a TMC acquistata da Vittorio Cecchi Gori, entra a fare parte di TMC News dove conduce inizialmente l'edizione delle 12.45.
Quando TMC cambia nome diventando LA7, è confermato nella redazione; conduce a tutt'oggi le dirette e gli speciali di politica.